# 古平郡
古平郡（日语：／ Furubira gun */?）為日本北海道後志綜合振興局的郡，位於後志綜合振興局西北的積丹半島中部。
郡名源自阿伊努語的「hure-pira」（紅色的懸崖）、「hur-pira」（坡上的懸崖）或是「kur-pira」（有影子的懸崖）。

## 轄區
轄區包含1町：
- 古平町

## 沿革

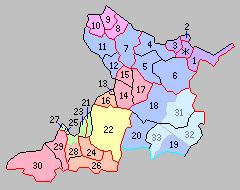
北海道一・二級町村制施行時古平郡下辖町村（7.古平町）

- 1869年8月15日：北海道設置11國86郡，後志國古平郡成立。
- 1897年11月：北海道實施支廳制，此時古平郡下轄古平市街、群來村、泽江村、沖村、歌棄村。[1]（1市街4村）
- 1902年4月1日：古平市街、群來村、泽江村、沖村、歌棄村合併成立為古平町，為北海道二級町。（1町）
- 1907年4月1日：古平町成為北海道一級町。
- 1943年6月1日：北海道一級二級町村制廢止。
- 1946年10月5日：指定町村制廢止。